# Национальное антикоррупционное бюро Украины
Национальное антикоррупционное бюро Украины (НАБУ, укр. Національне антикорупційне бюро України, НАБУ) — центральный орган исполнительной власти со специальным статусом, на который возлагается предупреждение, выявление, пресечение, расследование и раскрытие коррупционных и других уголовных правонарушений, отнесенных к его подследственности, а также предотвращение совершения новых.
Созданное Президентом Украины 16 апреля 2015 года во главе с директором Артемом Сытником, Бюро занимается противодействием коррупционным и другим уголовным правонарушениям, совершенным высшими должностными лицами и представляющим угрозу национальной безопасности. Бюро расследует коррупционные дела, к которым причастны госслужащие категории «А».

## Предпосылки и идеология создания
Коррупция всегда оставалась одной из самых серьёзных проблем Украины. В течение времени президентства Виктора Януковича ситуация с коррупцией в высших эшелонах власти последовательно ухудшалась.
Через год после Революции достоинства Украина оставалась самой коррумпированной страной Европы: по результатам глобального Индекса восприятия коррупции 2014 (Corruption Perceptions Index) страна занимает 142 место из 175. Таким образом, Украина остается тотально коррумпированным государством.
Существующий механизм противодействия коррупционным проявлениям в Украине является неэффективным. Одним из путей улучшения ситуации законодатель считает институциональную реформу органов, осуществляющих досудебное расследование и уголовное преследование по делам о коррупционных преступлениях. Поэтому парламентом было одобрено создание нового автономного органа (вне системы существующих правоохранительных органов), основной функцией которого является выявление и расследование коррупционных преступлений, представляющих особую общественную опасность.
Таким органом стало Национальное антикоррупционное бюро. Его создание было предусмотрено Законом Украины «О Национальном антикоррупционном бюро Украины», принятым 14 октября 2014 года. На этапе законопроекта он назывался «О системе специально уполномоченных субъектов в сфере противодействия коррупции». Закон вступил в силу 25 января 2015 года.
Задачей Национального бюро является противодействие уголовным коррупционным правонарушениям, совершенным высшими должностными лицами, уполномоченными на выполнение функций государства или местного самоуправления, и представляют угрозу национальной безопасности.
Подобные антикоррупционные структуры существуют в ряде стран (Список антикоррупционных агентств).
Создание Бюро было программным пунктом Коалиционного соглашения парламентского большинства и требованием Международного валютного фонда.

## Полномочия

### Обязанности
Национальное бюро:
1. осуществляет оперативно-розыскные мероприятия;
2. осуществляет досудебное расследование уголовных правонарушений, отнесенных законом к его подследственности, а также других, определённых законом;
3. проводит проверку на добропорядочность лиц, уполномоченных на выполнение функций государства или местного самоуправления;
4. принимает меры по розыску и аресту средств и другого имущества, которые могут быть предметом конфискации, осуществляет деятельность по хранению средств и другого имущества, на которое наложен арест;
5. взаимодействует с другими государственными органами, органами местного самоуправления и другими субъектами для выполнения своих обязанностей;
6. осуществляет информационно-аналитическую работу;
7. обеспечивает личную безопасность работников Национального бюро и других определённых законом лиц;
8. обеспечивает на условиях конфиденциальности и добровольности сотрудничество с лицами, которые сообщают о коррупционных правонарушениях;
9. отчитывается о своей деятельности и информирует общество о результатах своей работы;
10. осуществляет международное сотрудничество.[9]

### Права
Права Национального бюро и его работников подробно описаны в статье 17 соответствующего Закона.
В октябре 2019 года Бюро получило право вести автономную от СБУ прослушку фигурантов уголовных дел, а также было упорядочено принятие на работу негласных сотрудников.

## Подследственность
| Статья УК | Статья УК | Хотя бы при одном из таких условий:                  | Хотя бы при одном из таких условий:                                                       | Хотя бы при одном из таких условий:                              |
| --------- | --- | ---------------------------------------------------- | ----------------------------------------------------------------------------------------- | ---------------------------------------------------------------- |
| 191       | Присвоение, растрата имущества или завладение им путем злоупотребления служебным положением | Преступление совершено высокопоставленным чиновником | Размер предмета преступления или причиненного им ущерба ≥ 500 минимальных заработных плат |                                                                  |
| 2062      | Противоправное завладение имуществом предприятия, учреждения, организации | Преступление совершено высокопоставленным чиновником | Размер предмета преступления или причиненного им ущерба ≥ 500 минимальных заработных плат |                                                                  |
| 209       | Легализация (отмывание) доходов, полученных преступным путем | Преступление совершено высокопоставленным чиновником | Размер предмета преступления или причиненного им ущерба ≥ 500 минимальных заработных плат |                                                                  |
| 210       | Нецелевое использование бюджетных средств, осуществление расходов бюджета или предоставление кредитов из бюджета без установленных бюджетных назначений или с их превышением | Преступление совершено высокопоставленным чиновником | Размер предмета преступления или причиненного им ущерба ≥ 500 минимальных заработных плат |                                                                  |
| 211       | Издание нормативно-правовых актов, уменьшающих поступления бюджета или увеличивающих расходы бюджета вопреки закону | Преступление совершено высокопоставленным чиновником | Размер предмета преступления или причиненного им ущерба ≥ 500 минимальных заработных плат |                                                                  |
| 354       | Подкуп работника предприятия, учреждения или организации (в отношении работников юридических лиц публичного права) | Преступление совершено высокопоставленным чиновником | Размер предмета преступления или причиненного им ущерба ≥ 500 минимальных заработных плат |                                                                  |
| 364       | Злоупотребление властью или служебным положением | Преступление совершено высокопоставленным чиновником | Размер предмета преступления или причиненного им ущерба ≥ 500 минимальных заработных плат |                                                                  |
| 3661      | Декларирование недостоверной информации | Преступление совершено высокопоставленным чиновником | Размер предмета преступления или причиненного им ущерба ≥ 500 минимальных заработных плат |                                                                  |
| 368       | Принятие предложения, обещания или получения неправомерной выгоды | Преступление совершено высокопоставленным чиновником | Размер предмета преступления или причиненного им ущерба ≥ 500 минимальных заработных плат |                                                                  |
| 3685      | Незаконное обогащение | Преступление совершено высокопоставленным чиновником | Размер предмета преступления или причиненного им ущерба ≥ 500 минимальных заработных плат |                                                                  |
| 369       | Предложение, обещание или предоставление неправомерной выгоды служебному лицу | Преступление совершено высокопоставленным чиновником | Размер предмета преступления или причиненного им ущерба ≥ 500 минимальных заработных плат | Преступление совершено в отношении высокопоставленного чиновника |
| 3692      | Злоупотребление влиянием | Преступление совершено высокопоставленным чиновником | Размер предмета преступления или причиненного им ущерба ≥ 500 минимальных заработных плат | Преступление совершено в отношении высокопоставленного чиновника |
| 410       | Похищение, присвоение, вымогательство военнослужащим оружия, боевых припасов, взрывчатых или других боевых веществ, средств передвижения, военной и специальной техники или другого военного имущества, а также завладение ими путем мошенничества или злоупотребления служебным положением | Преступление совершено высокопоставленным чиновником | Размер предмета преступления или причиненного им ущерба ≥ 500 минимальных заработных плат |                                                                  |

## Контроль за деятельностью
Контроль за деятельностью Национального бюро осуществляется Комитетом Верховной Рады Украины по вопросам борьбы с организованной преступностью и коррупцией.
Директор Национального бюро:
- информирует Президента, Верховную Раду и Кабинет Министров Украины по вопросам деятельности Национального бюро и его подразделений, о выполнении возложенных задач, соблюдение законодательства, прав и свобод лиц;
- ежегодно не позднее 10 февраля и 10 августа подает Президенту, Верховной Раде и Кабинету Министров Украины письменный отчет о деятельности Национального бюро в течение предыдущих шести месяцев.

Ежегодно проводится независимая оценка (аудит) эффективности деятельности НАБУ комиссией внешнего контроля в составе трех членов. Впервые ими стали:
- от Кабинета министров Украины — Буроменский Михаил Всеволодович (назначен 26 мая 2017);[13]
- от Верховной Рады — Василенко Владимир Андреевич (избран 7 июня 2018);[14]
- от Президента — Жебривский Павел Иванович (назначен 19 июня 2018)[15][КОНСТ 2]

С целью предупреждения, выявления и расследования правонарушений в деятельности сотрудников Национального бюро в его составе действуют подразделения внутреннего контроля, которые подчиняются непосредственно Директору Национального бюро. В случае выявления информации о возможном совершении работником Национального бюро уголовного преступления, подразделение внутреннего контроля немедленно сообщает об этом генеральному прокурору Украины или его заместителю.
Для рассмотрения вопросов применения дисциплинарных взысканий к работникам Национального бюро образуется Дисциплинарная комиссия в составе пяти человек.
Подразделения внутреннего контроля осуществляют мониторинг образа жизни работников Национального бюро с целью установления соответствия уровня жизни работника имуществу и доходам этого работника и его членов семьи, согласно декларации об имуществе, доходах, расходы и обязательства финансового характера.
Национальное бюро через средства массовой информации, на своем официальном вебсайте и в других формах регулярно информирует общество о своей деятельности.
С целью обеспечения прозрачности и гражданского контроля за деятельностью при Национальном бюро образуется Совет общественного контроля в составе 15 человек, которая формируется на основе открытого и прозрачного конкурса.
РГК в разное время возглавляли Виталий Шабунин, Роман Маселко, Татьяна Локацкая, Марк Савчук.

## Структура и численность

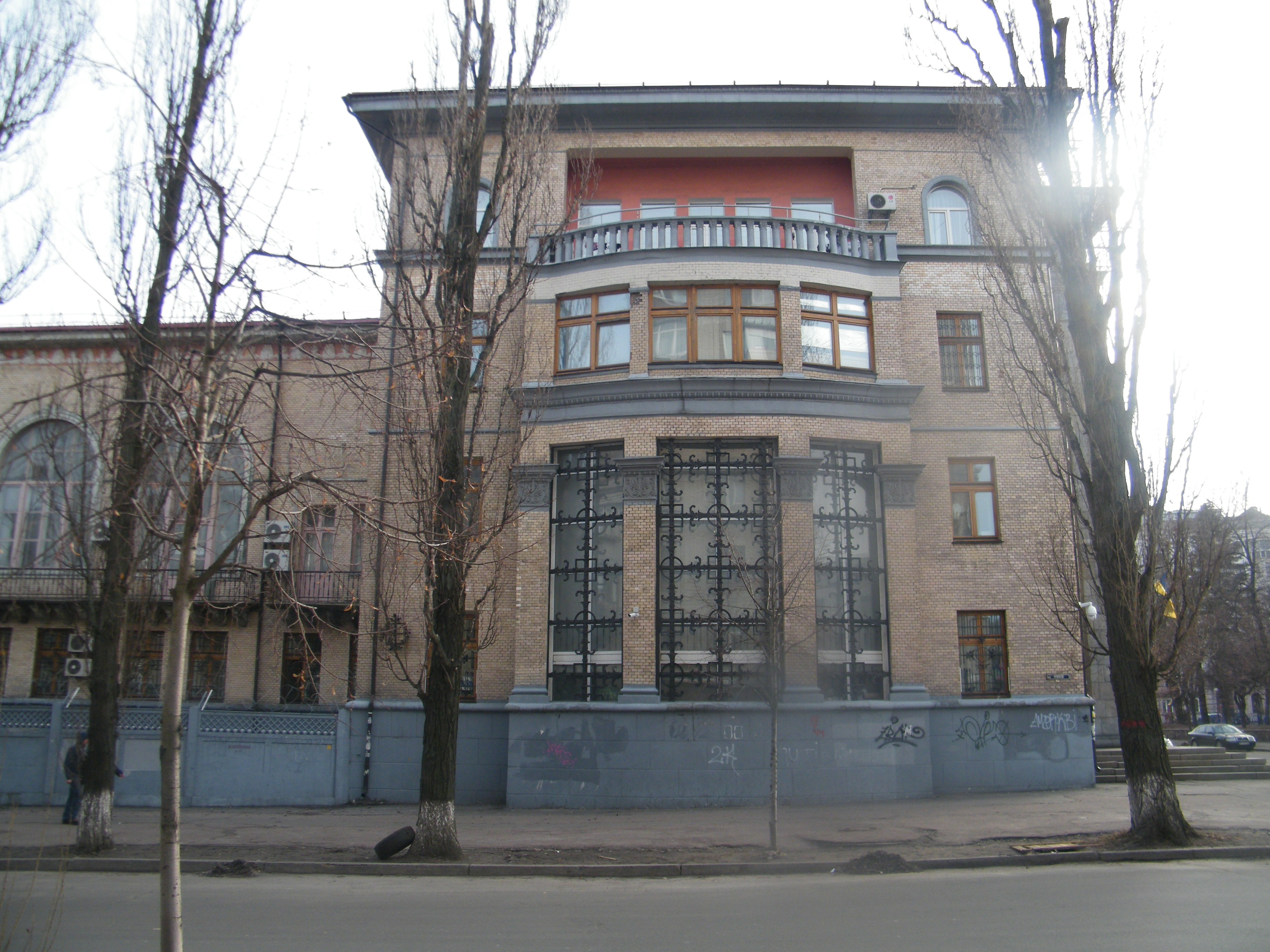
Вид на штаб-квартиру НАБУ с Богдановской улицы

Национальное бюро состоит из центрального и территориальных управлений.
По состоянию на январь 2023 года НАБУ имеет следующую структуру:
Руководство:
- Директор Национального бюро. Назначается Кабинетом Министров Украины. С 17 апреля 2022 года пост Директора НАБУ занимает Гизо Углава.
- Первый заместитель Директора Национального бюро. Осуществляет полномочия директора, в случае отстранения Директора от должности.
- Заместитель Директора Национального бюро. Осуществляет полномочия Директора, в случае отсутствия Директора.

### Подразделения и управления
- Главное подразделение детективов
- Второе подразделение детективов
- Оперативно-техническое управление
- Управление аналитики и обработки информации
- Управление бухгалтерского учёта и отчетности
- Управление информационных технологий
- Управление обеспечения финансовыми ресурсами, имуществом и контроля за их использованием
- Юридическое управление
- Управление по работе с общественностью
- Управление внешних коммуникаций
- Управление внутреннего контроля
- Территориальные управления
- Управление специальных операций
- Отдел по работе с персоналом
- Отдел документооборота
- Режимно-секретный отдел
- Отдел обеспечения работы Директора бюро
- Сектор внутреннего аудита
- Главный специалист по вопросам мобилизационной работы

### Территориальные управления
Первой редакцией Закона были предусмотрены территориальные управления НАБУ во Львове, Хмельницком, Николаеве, Мелитополе, Полтаве, Краматорске, Киеве. В настоящее время Законом определено, что Директор образует своим решением не более семи территориальных управлений, а также дополнительные — в случае необходимости.
10 декабря 2015 года Директор Национального бюро А. Сытник подписал приказ о создании первых территориальных управлений: Львовского, компетенция которого будет распространяться на Львовскую, Волынскую, Закарпатскую, Черновицкую, Тернопольскую, Ивано-Франковскую, Ровенскую, Хмельницкую области, и Одесского территориального управления, компетенция которого будет распространяться на Одесскую, Херсонскую, Николаевскую, Кировоградскую области. Их руководители были назначены по результатам конкурса 18 апреля 2016 года.
29 июня 2016 создано Харьковское территориальное управление, которое распространяется на Харьковскую, Сумскую, Днепропетровскую, Запорожскую области и территорию проведения АТО: Луганскую и Донецкую области.

## Сотрудники
Предельная численность центрального и территориальных управлений Национального бюро составляет 700 человек, в том числе не более 500 человек начальствующего состава (ч. 6 ст. 5 Закона о НАБУ).

## Руководство

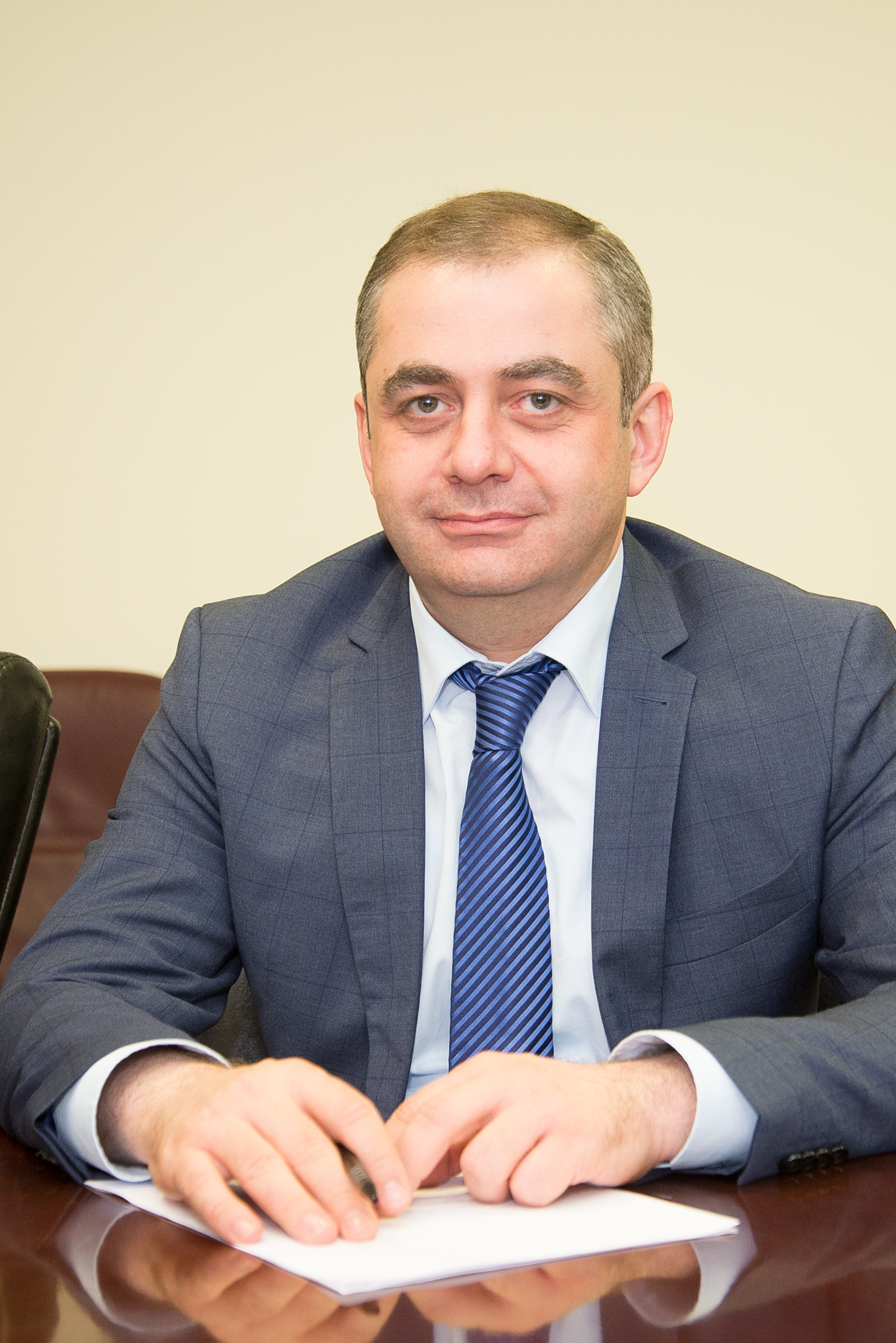
Гизо Углава

Руководство деятельностью Национального бюро осуществляет его Директор, который назначается на должность и освобождается от должности Кабинетом Министров Украины.
Среди оснований увольнения Директора законом, среди прочего определены:
- несоответствие ограничениям относительно совместительства и совмещения с другими видами деятельности;
- несвоевременное представление декларации лица, уполномоченного на выполнение функций государства или местного самоуправления;
- наличия заключения Комиссии по проведению внешней независимой оценки о неэффективности деятельности Национального бюро и ненадлежащее исполнение обязанностей его Директором;
- признания его активов необоснованными и их взыскания в доход государства.

Директор назначается сроком на семь лет. Одно и то же лицо не может занимать эту должность два срока подряд.
Директора территориальных управлений Национального бюро назначаются на должность и освобождаются от должности Директором Национального бюро.
Лицам начальствующего состава Национального бюро устанавливаются следующие специальные звания:
- средний начальствующий состав:
  - лейтенант Национального антикоррупционного бюро Украины;
  - старший лейтенант Национального антикоррупционного бюро Украины;
  - капитан Национального антикоррупционного бюро Украины;
- старший начальствующий состав:
  - майор Национального антикоррупционного бюро Украины;
  - подполковник Национального антикоррупционного бюро Украины;
  - полковник Национального антикоррупционного бюро Украины;

Лица начальствующего состава приносят присягу утвержденного содержания.

#### Порядок конкурсного отбора Директора
Кандидаты на должность Директора Национального бюро определяются комиссией в соответствии с результатами открытого конкурсного отбора.
В состав Конкурсной комиссии входят:
- три человека, которых определяет Кабинет Министров Украины;
- три человека, которых определяет Кабинет Министров Украины на основании предложений международных и иностранных организаций, которые предоставляли Украине международную техническую помощь в сфере предотвращения и противодействия коррупции («международные эксперты»).

Решение Конкурсной комиссии считается принятым, если за него на заседании Конкурсной комиссии проголосовало не менее четырёх её членов, в том числе не менее двух международных экспертов.
По состоянию на 2015 год Директор Национального бюро назначался на должность по представлению Конкурсной комиссии в соответствии с результатами открытого конкурсного отбора. В состав Конкурсной комиссии входили по три человека от Президента, Кабинета Министров и Верховной Рады Украины.
9 декабря 2014 года антикоррупционное сообщество из Реанимационного пакета реформ, Transparency International Украина, Центра противодействия коррупции, Центра политических студий и аналитики, движения ЧЕСНО предложили кандидатуры 12 человек для публичного обсуждения относительно членства в конкурсной комиссии. Из них двое — Джованни Кесслер и Виктор Мусияка стали членами конкурсной комиссии по квоте Верховной Рады, а Богдан Витвицкий позже подавал документы на должность Директора Национального антикоррупционного бюро Украины.
| Должность в комиссии | ФИО                             | Род деятельности | Назначен по квоте                     |
| -------------------- | ------------------------------- | --- | ------------------------------------- |
| член                 | Грицак Ярослав Иосифович        | доктор исторических наук, профессор Украинского католического университета                                                                     | Президента Украины Основание:         |
| секретарь            | Захаров Евгений Ефимович        | глава правления Украинского Хельсинского союза по правам человека, директор Харьковской правозащитной группы                                   | Президента Украины Основание:         |
| глава                | Чубаров Рефат Абдурахманович    | глава Меджлиса крымскотатарского народа, президент Всемирного конгресса крымских татар                                                         | Президента Украины Основание:         |
| член                 | Зисельс Йосиф Самойлович        | правозащитник, член Украинской Хельсинкской группы                                                                                             | Кабинета Министров Украины Основание: |
| член                 | Яновская Александра Григорьевна | профессор Киевского национального университета им. Тараса Шевченко, доктор юридических наук, судья ad hoc Европейского суда по правам человека | Кабинета Министров Украины Основание: |
| член                 | Бутусов Юрий Евгеньевич         | журналист, главный редактор «Цензор.нет» | Кабинета Министров Украины Основание: |
| член                 | Джованни Кесслер                | директор Европейского бюро по борьбе с мошенничеством                                                                                          | Верховной Рады Украины Основание:     |
| член                 | Нищук Евгений Николаевич        | общественный деятель, бывший Министр культуры Украины                                                                                          | Верховной Рады Украины Основание:     |
| член                 | Мусияка Виктор Лаврентьевич     | общественный и политический деятель, профессор Киево-Могилянской Академии, один из авторов текста Конституции Украины                          | Верховной Рады Украины Основание:     |

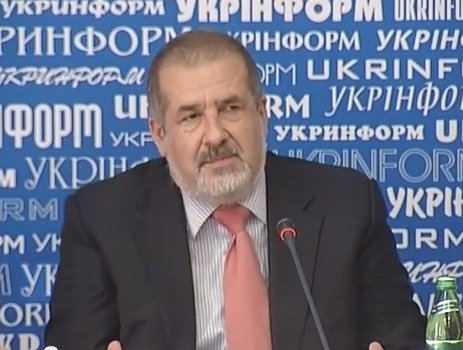
Рефат Чубаров — глава конкурсной комиссии

Со 106-ю участниками конкурса, которые по своим документам соответствуют требованиям к должности Директора, проводились собеседования в первом туре конкурса.
Во второй тур конкурса прошел 21 номинант, каждый из которых получил положительное заключение по крайней мере трех членов Конкурсной комиссии.
Второй тур преодолели четверо человек, которые получили 5 и более голосов:
1. Варичев Яков Николаевич, адвокат, бывший следователь прокуратуры
2. Серый Николай Иванович, старший научный сотрудник Института Корецкого, адвокат, бывший следователь прокуратуры
3. Сытник Артем Сергеевич, адвокат, бывший следователь прокуратуры
4. Чумак Виктор Васильевич, народный депутат, генерал-майор юстиции.[41][42]

Поскольку Яков Варичев не прошел специальную проверку (при том что ГФС выдвигала претензии ко всем), Комиссия должна была выбрать двух или трех кандидатов из числа остальных, и представить их Президенту для окончательного выбора.
И. Зисельс и Е. Захаров высказали предостережение относительно политической ангажированности Виктора Чумака. После долгого обсуждения Зисельс призвал не поддерживать ни одну кандидатуру. Наконец, голоса распределились так:
Серый — 5
Сытник — 7
Чумак — 3.
Итак, Конкурсная комиссия предложила Президенту Украины Петру Порошенко кандидатуры Артема Сытника и Николая Сирого на должность Директора Национального антикоррупционного бюро.
Заседание Конкурсной комиссии по избранию кандидатов на должность Директора транслировались онлайн на канале Администрации Президента Украины в YouTube.Конкурсної комісії з обрання кандидатів на посаду Директора НАБУ
16 апреля 2015 года Президент определился с первым главой Бюро, которым стал Артем Сытник.
Член Конкурсной комиссии Юрий Бутусов о конкурсе:

Впервые конкретные представители гражданского общества взяли на себя ответственность за назначение руководителя госструктуры. И были созданы и соблюдены все публичные процедуры, которых раньше в Украине никогда не было.
5 мая 2015 года стартовал открытый конкурс на занятие вакантных должностей Детектив. Проведение конкурса предполагалось осуществить в два этапа: 1) квалификационный экзамен и 2) собеседование.
758 кандидатов (из 980-ти), успешно прошедших первый этап конкурса, от дальнейшего участия в конкурсе были отстранены..
Всего планировалось назначить в НАБУ 242 детектива. В сентябре 2015 года назначены первые 25 детективов. В октябре их было уже 70, в марте 2017—210.

### Другие сотрудники
На службу в Национальное бюро принимаются на конкурсной, добровольной, контрактной основе граждане Украины, которые способны по своим личным, деловым и моральным качествам, возрасту, образовательному и профессиональному уровню и состоянию здоровья эффективно выполнять соответствующие служебные обязанности. Назначение на должности в Национальном бюро осуществляется исключительно по результатам конкурса.
В Бюро работают как гласные, так и негласные сотрудники.
Оперативно-розыскную деятельность и досудебное расследование по уголовным производствам, отнесенным к подследственности Национального бюро, проводят старшие детективы и детективы, которые являются государственными служащими. Некоторые из детективов проходили обучение у британских экспертов по финансовой разведке и борьбе с коррупцией и отмыванием средств.

## Деятельность

### 2015
Первые детективы НАБУ вышли на работу 1 октября.
4 декабря, после назначения антикоррупционного прокурора, они внесли первые уголовные производства в Единый реестр досудебных расследований.
Первое задержание подозреваемого в коррупции сотрудники НАБУ провели 16 декабря.

### 2016
НАБУ оказалось под критикой адвокатского сообщества из-за проведенных обысков на рабочих местах адвокатов, работавших с фигурантами дела о преступном завладении средствами ПАО «Укргаздобыча».
По состоянию на 28 февраля было возбуждено 272 производства и составлено 79 обвинительных актов в отношении подозреваемых лиц, в суд направлено 52 производства. На счета госкомпаний благодаря деятельности НАБУ было возвращено 116 млн грн, предотвратили хищение ещё 583 млн грн. В целом установлен ущерб, нанесенный государству, на 82,9 млрд грн.
5 августа Генеральная прокуратура Украины провела обыск и выемку документов в НАБУ. Следственные действия касались производства о незаконном прослушивании телефона, которое инициировал детектив НАБУ по заявлению СБУ. Дальнейшее противостояние этих органов получило название «война», хотя такая трактовка опровергалась руководителями обоих ведомств.

### 2017
2 марта НАБУ задержало и вручило подозрение действующему главе ГФС Роману Насирову. Его подозревают в предоставлении незаконных налоговых рассрочек по делу «Укргаздобычи».
20 апреля задержали и вручили подозрение влиятельному народному депутату Николаю Мартыненко.
В общем, на апрель расследовались 320 дел, коррупционный ущерб от которых оценивается в 85 млрд грн.
В июне НАБУ в сотрудничестве с ФБР смогло разоблачить двух народных депутатов — Борислава Розенблата и Максима Полякова — в причастности к «янтарной мафии» и миллионным взяткам.
В октябре НАБУ задержало по т. н. «делу о рюкзаках Авакова» сына министра внутренних дел Арсена Авакова — Александра, и бывшего заместителя министра — Сергея Чеботаря. После этого начался новый виток напряженности между правоохранительными органами государства (НАБУ, САП, НАПК, Генпрокуратура).

### 2018
14 февраля задержан городской глава Одессы Геннадий Труханов и его заместитель.

### 2019
В марте открыты два производства по расследованию журналистов из «Bihus.info» о том, как люди из окружения Петра Порошенко курируют хищения в оборонной сфере. Были проведены обыски у экс-первого заместителя секретаря СНБО Олега Гладковского, его сына Игоря и других фигурантов.
В ноябре Бюро сообщило о подозрении одному из самых богатых украинцев — Олегу Бахматюку, по поводу завладения стабкредитом НБУ в размере 1,2 млрд грн.
Вскоре были задержаны заместитель начальника Киевской городской таможни и одесский бизнесмен Вадим Альперин, которого СМИ называют «королем» и «крестным отцом» украинской контрабанды. Следствие считает, что он безуспешно предлагал детективу НАБУ взятку в 800 тысяч долларов.

### 2020
О подозрении уведомлены глава Окружного административного суда Киева Павел Вовк, его заместитель Евгений Аблов и ещё 5 судей этого суда, а также глава Государственной судебной администрации Зиновий Холоднюк. Им инкриминируют создание преступной организации и захват власти.

#### Скандал, связанный с выборами Президента США
В украинских СМИ неоднократно появлялась информация о связях, вмешательстве и влиянии на деятельность НАБУ представителей посольства США в Украине.
В октябре 2019 года украинский политик и выпускник школы КГБ-ФСБ Андрей Деркач обнародовал документы о якобы влиянии посольства США в Украине на деятельность НАБУ. Среди опубликованных материалов была представлена переписка помощницы первого заместителя главы НАБУ Гизо Углавы Полины Чиж и специалиста по правовым вопросам программы борьбы с коррупцией Департамента юстиции США посольства США в Украине Анны Емельяновой. По утверждениям депутата в этой переписке пересылались перечни уголовных производств над которыми работали детективы НАБУ, а также указания о предоставлении информации по делу бывшего министра охраны окружающей природной среды и владельца компании «Burisma» Николая Злочевского. По словам Деркача, американский политик Джо Байден влиял на украинскую власть и способствовал закрытию уголовных дел, связанных с деятельностью бывшего министра Николая Злочевского.
В своем интервью интернет-изданию «Гордон» в апреле 2020 года бывший Генеральный прокурор Украины Виктор Шокин высказал мнение, что инициатором создания в 2015 году НАБУ был тогдашний вице-президент США Джо Байден для того, чтобы «украсть у ГБР через НАБУ подследственность и посадить там своих эмиссаров, которые прислушиваются к США». Предварительно Виктор Шокин уже жаловался о давлении на его деятельность со стороны Джо Байдена в рамках расследования дела в отношении компании «Burisma» и писал заявление в Государственное бюро расследований о разглашении сотрудниками НАБУ данных, составляющих тайну досудебного расследования, и сливе персональных данных Шокина сотрудникам посольства США в Украине.

#### Противодействие со стороны Офиса Генпрокурора
После назначения Генеральным прокурором Ирины Венедиктовой появилась практика ручной передачи отдельных уголовных производств в отношении чиновников из производства НАБУ в другие, как считается, более лояльные, органы досудебного расследования.
Бюро считает эти случаи незаконными, направленными на защиту фигурантов и препятствование следствию.
Также Офис Генпрокурора обвиняют в отказе утверждать подозрения и манипулировании прокурорами, представляющими обвинение в суде. Все это касается, в частности, дела заместителя руководителя Офиса президента Татарова, дела ОАСК, дела «Роттердам+», дела Нацгвардии, дела Бахматюка.

### 2021
В первом полугодии НАБУ расследовало ряд резонансных дел: о хищении ВиЭйБи банком стабилизационного кредита НБУ на 1,2 млрд грн; о хищении более 250 млн грн руководством Госинвестпроекта; о неправомерной выгоде в 980 тыс. грн, полученной начальником Департамента взрывотехнической службы Национальной полиции; о выявленной у двух адвокатов неправомерной выгоде в сумме 130 млн грн (один из подозреваемых — брат главы ОАСК Вовка); задержании бывшего первого заместителя экс-главы правления «ПриватБанка» и др.

## Заметки
1. ↑  Президентом Украины, полномочия которого прекращены, народным депутатом Украины, Премьер-министром Украины, членом Кабинета Министров Украины, первым заместителем и заместителем министра, членом Национального совета Украины по вопросам телевидения и радиовещания, Национальной комиссии, осуществляющей государственное регулирование в сфере рынков финансовых услуг, Национальной комиссии по ценным бумагам и фондовому рынку, Антимонопольного комитета Украины, Главой Государственного комитета телевидения и радиовещания Украины, Главой Фонда государственного имущества Украины, его первым заместителем и заместителем, членом Центральной избирательной комиссии, Главой Национального банка Украины, его первым заместителем и заместителем, членом Совета Национального банка Украины, Секретарем Совета национальной безопасности и обороны Украины, его первым заместителем и заместителем, Постоянным Представителем Президента Украины в Автономной Республике Крым, его первым заместителем и заместителем, советником или помощником Президента Украины, Главы Верховной Рады Украины, Премьер-министра Украины;
государственным служащим, должность которого относится к категории «А»;
депутатом Верховной Рады Автономной Республики Крым, депутатом областного совета, городского совета городов Киева и Севастополя, должностным лицом местного самоуправления, должность которого отнесена к первой и второй категориям должностей;
судьей Конституционного Суда Украины, судьей суда общей юрисдикции, народным заседателем или присяжным (при выполнении ими этих функций), Главой, членами, дисциплинарными инспекторами Высшей квалификационной комиссии судей Украины, Главой, заместителем Главы, секретарем секции Высшего совета юстиции, другим членом Высшего совета юстиции;
прокурорами органов прокуратуры, указанными в пунктах 1 — 4, 5 — 11 части первой статьи 15 Закона Украины «О прокуратуре»;
лицом высшего начальствующего состава, государственной уголовно-исполнительной службы, органов и подразделений гражданской защиты, высшего состава Национальной полиции, должностным лицом таможенной службы, которому присвоено специальное звание государственного советника налогового и таможенного дела III ранга и выше, должностным лицом органов государственной налоговой службы, которому присвоено специальное звание государственного советника налогового и таможенного дела III ранга и выше;
военнослужащим высшего офицерского состава Вооруженных Сил Украины, Службы безопасности Украины, Государственной пограничной службы Украины, Государственной специальной службы транспорта, Национальной гвардии Украины и других военных формирований, образованных в соответствии с законами Украины;
руководителем субъекта крупного предпринимательства, в уставном капитале которого доля государственной или коммунальной собственности превышает 50 процентов.

## Комментарии
1. 1 2  Конституционный Суд Украины 28 августа 2020 г. признал неконституционным Указ Президента Украины Петра Порошенко о назначении Артема Сытника на должность Директора Национального антикоррупционного бюро. Конституционный суд пришел к выводу, что «назначение Президентом Украины руководителя органа, который по своим полномочиям функционально относится к органу исполнительной власти, приведет к разбалансировке системы сдержек и противовесов, нарушению функционального разделения властей и фактическому изменению формы государственного правления, предусмотренной Конституцией Украины».
В то же время, это решение не распространяется на правоотношения, возникшие в результате осуществления должностных обязанностей назначенным лицом  Архивная копия от 29 августа 2020 на Wayback Machine.
2. 1 2 3 4  Конституционный Суд Украины 16 сентября 2020 г. признал неконституционным наделение Президента Украины полномочиями образовывать Национальное антикоррупционное бюро Украины, назначать на должность и освобождать от должности его Директора, определять трех человек в состав комиссии по проведению конкурса на занятие должности Директора, определять одного члена комиссии внешнего контроля и утверждать Положение о Совете общественного контроля и о порядке его формирования  Архивная копия от 30 января 2023 на Wayback Machine.